# Puchar Świata w kombinacji norweskiej 2006/2007
Sezon 2006/2007 Pucharu Świata w kombinacji norweskiej rozpoczął się 25 listopada 2006 w fińskiej Ruce w Gundersenie, zaś ostatnie zawody z tego cyklu zaplanowano na 18 marca 2007 roku w Oslo.
Puchar Świata rozgrywany był w 7 krajach i 11 miastach. Kraje które organizowały PŚ w sezonie 2006/2007 to Finlandia, Norwegia, Austria, Niemcy, Włochy, Czechy i Polska. Łącznie odbyło się 21 konkursów, z czego 19 to były konkursy indywidualne, a 2 drużynowe. Odwołanych zostało 5 zawodów.
Obrońcą tytułu był fin Hannu Manninen.
Tytuł zdobył po raz czwarty z rzędu Hannu Manninen, wyprzedzając drugiego w klasyfikacji Francuza Jasona Lamy-Chappuisa o 69 punktów, a trzeciego Magnusa Moana o 81 punktów, a drużynowo zwyciężyła reprezentacja Austrii.

## Kalendarz i wyniki
| Lp  | Data                     | Miejscowość      | Konkurencja                                                                | 1. miejsce                                                                   | 2. miejsce                                                                    | 3. miejsce                                                                 |
| --- | ------------------------ | ---------------- | -------------------------------------------------------------------------- | ---------------------------------------------------------------------------- | ----------------------------------------------------------------------------- | -------------------------------------------------------------------------- |
| 1.  | 25 listopada 2006        | Ruka             | Gundersen K120/15 km                                                       | Jason Lamy Chappuis                                                          | Hannu Manninen                                                                | Sebastian Haseney                                                          |
| 2.  | 26 listopada 2006        | Ruka             | Sprint K120/7,5 km                                                         | Odwołany                                                                     | Odwołany                                                                      | Odwołany                                                                   |
| 3.  | 2 grudnia 2006           | Lillehammer      | Gundersen K120/15 km                                                       | Magnus Moan                                                                  | Sebastian Haseney                                                             | Hannu Manninen                                                             |
| 4.  | 3 grudnia 2006           | Lillehammer      | Sprint K120/7,5 km                                                         | Christoph Bieler                                                             | Anssi Koivuranta                                                              | Maxime Laheurte                                                            |
| 5.  | 16 grudnia 2006          | Ramsau           | Start masowy K90/10 km                                                     | Christoph Bieler                                                             | Anssi Koivuranta                                                              | Maxime Laheurte                                                            |
| 6.  | 17 grudnia 2006          | Ramsau           | Sprint Huraganowy K90/7,5 km                                               | Magnus Moan                                                                  | Jason Lamy Chappuis                                                           | Ronny Ackermann                                                            |
| 7.  | 30 grudnia 2006          | Ruhpolding       | Gundersen K120/15 km                                                       | Hannu Manninen                                                               | Sebastian Haseney                                                             | Ronny Ackermann                                                            |
| 8.  | 3 stycznia 2007          | Ruhpolding       | Sprint drużynowy K115/2x7,5 km                                             | Finlandia Hannu Manninen · Anssi Koivuranta                                  | Niemcy Ronny Ackermann · Sebastian Haseney                                    | Austria Mario Stecher · Christoph Bieler                                   |
| 9.  | 6 stycznia 2007          | Oberstdorf       | Gundersen K120/15 km                                                       | Felix Gottwald                                                               | Hannu Manninen                                                                | Sebastian Haseney                                                          |
| 10. | 13 stycznia 2007         | Predazzo         | Start masowy K95/15 km                                                     | Christoph Bieler                                                             | Felix Gottwald                                                                | Jason Lamy Chappuis                                                        |
| 11. | 14 stycznia 2007         | Predazzo         | Drużynowy K95/4x5 km                                                       | Finlandia Ville Kähkönen · Jaakko Tallus · Anssi Koivuranta · Hannu Manninen | Austria I Christoph Bieler · Bernhard Gruber · Felix Gottwald · Mario Stecher | Norwegia Håvard Klemetsen · Espen Rian · Petter Tande · Magnus Moan        |
| 12. | 20 stycznia 2007         | Seefeld in Tirol | Sprint K90/7,5 km                                                          | Felix Gottwald                                                               | Jason Lamy Chappuis                                                           | Magnus Moan                                                                |
| 13. | 21 stycznia 2007         | Seefeld in Tirol | Gundersen K90/15 km                                                        | Odwołany                                                                     | Odwołany                                                                      | Odwołany                                                                   |
| 14. | 27 stycznia 2007         | Harrachov        | Gundersen K90/15 km                                                        | Odwołany                                                                     | Odwołany                                                                      | Odwołany                                                                   |
| 15. | 28 stycznia 2007         | Harrachov        | Sprint K90/7,5 km                                                          | Odwołany                                                                     | Odwołany                                                                      | Odwołany                                                                   |
| 16. | 3 lutego 2007            | Zakopane         | Start masowy K120/10 km                                                    | Hannu Manninen                                                               | Jaakko Tallus                                                                 | Björn Kircheisen                                                           |
| 17. | 4 lutego 2007            | Zakopane         | Sprint K120/7,5 km                                                         | Björn Kircheisen                                                             | Hannu Manninen                                                                | Magnus Moan                                                                |
| MŚ  | 22 lutego - 4 marca 2007 | Sapporo          | Kombinacja norweska na Mistrzostwach Świata w Narciarstwie Klasycznym 2007 | Kombinacja norweska na Mistrzostwach Świata w Narciarstwie Klasycznym 2007   | Kombinacja norweska na Mistrzostwach Świata w Narciarstwie Klasycznym 2007    | Kombinacja norweska na Mistrzostwach Świata w Narciarstwie Klasycznym 2007 |
| 18. | 9 marca 2007             | Lahti            | Gundersen K116/15 km                                                       | Bill Demong                                                                  | Sebastian Haseney                                                             | Hannu Manninen                                                             |
| 19. | 10 marca 2007            | Lahti            | Sprint K116/7,5 km                                                         | Björn Kircheisen                                                             | Felix Gottwald                                                                | Jason Lamy Chappuis                                                        |
| 20. | 17 marca 2007            | Oslo             | Gundersen K115/15 km                                                       | Odwołany                                                                     | Odwołany                                                                      | Odwołany                                                                   |
| 21. | 18 marca 2007            | Oslo             | Sprint K115/7,5 km                                                         | Jason Lamy Chappuis                                                          | Felix Gottwald                                                                | Bill Demong                                                                |

## Klasyfikacje
| Lp. | Zawodnik            | Punkty |
| 1.  | Hannu Manninen      | 765    |
| 2.  | Jason Lamy Chappuis | 696    |
| 3.  | Magnus Moan         | 684    |
| 4.  | Christoph Bieler    | 679    |
| 5.  | Felix Gottwald      | 652    |
| 6.  | Björn Kircheisen    | 494    |
| 7.  | Anssi Koivuranta    | 484    |
| 8.  | Sebastian Haseney   | 474    |
| 9.  | Ronny Ackermann     | 423    |
| 10. | Petter Tande        | 406    |

| Lp. | Zawodnik            | Punkty |
| 1.  | Jason Lamy Chappuis | 410    |
| 2.  | Magnus Moan         | 316    |
| 3.  | Felix Gottwald      | 304    |
| 4.  | Christoph Bieler    | 287    |
| 5.  | Björn Kircheisen    | 266    |
| 6.  | Anssi Koivuranta    | 244    |
| 7.  | Hannu Manninen      | 205    |
| 8.  | Mario Stecher       | 199    |
| 9.  | Petter Tande        | 170    |
| 10. | Bill Demong         | 157    |

| Lp. | Zawodnik          | Punkty |
| 1.  | Austria           | 2497   |
| 2.  | Finlandia         | 2165   |
| 3.  | Niemcy            | 1950   |
| 4.  | Norwegia          | 1891   |
| 5.  | Francja           | 1293   |
| 6.  | Stany Zjednoczone | 503    |
| 7.  | Szwajcaria        | 352    |
| 8.  | Japonia           | 176    |
| 9.  | Czechy            | 93     |
| 10. | Rosja             | 32     |

## Starty Polaków
| Zawodnik         | Ruka 25.11 | Lillehammer 02.12 | Lillehammer 03.12 | Ramsau 16.12 | Ramsau 17.12 | Ruhpolding 30.12 | Oberstdorf 06.01 | Val d Fiemme 13.01 | Zakopane 3.02 | Zakopane 4.02 | Sapporo MŚ 22.02 | Sapporo MŚ 3.03 | Lahti 9.03 | Oslo 18.03 |
| Marcin Mąka      | -          | -                 | -                 | -            | -            | -                | -                | -                  | 41            | 41            | -                | -               | -          | -          |
| Wojciech Cieślar | -          | -                 | -                 | -            | -            | -                | -                | -                  | 42            | 40            | -                | -               | -          | -          |
| Adam Gala        | -          | -                 | -                 | -            | -            | -                | -                | -                  | 44            | -             | -                | -               | -          | -          |
| Andrzej Zarycki  | -          | -                 | -                 | -            | -            | -                | -                | -                  | -             | 42            | -                | -               | -          | -          |
| Artur Broda      | -          | -                 | -                 | -            | -            | -                | -                | -                  | -             | 44            | -                | -               | -          | -          |